# Isabelle Melançon
Pour les articles homonymes, voir Melançon.
Isabelle Melançon, née le 26 juin 1974 à Montréal, est une femme politique québécoise. Elle est la députée libérale de Verdun à l'Assemblée nationale du Québec de décembre 2016 à octobre 2022.
Elle est ministre du Développement durable, de l'Environnement et de la Lutte contre les changements climatiques d'octobre 2017 à octobre 2018.
Du 17 juin 2020 à 28 août 2022, elle assume la vice-présidence de la Commission des finances publiques.

## Biographie
Isabelle Melançon obtient un baccalauréat en science politique de l'Université de Montréal. 
Formée en gestion et communication, Isabelle Melançon est membre du Parti libéral du Québec depuis 2011. Candidate défaite dans Saguenay lors de l'élection partielle du 15 avril 2002, elle est directrice des communications du PLQ de 2005 à 2007. De 2003 à 2005, elle est attachée de presse au cabinet de la ministre de la Culture et des Communications, Line Beauchamp.
Elle est directrice générale des communications et des relations institutionnelles à la Société de développement des entreprises culturelles (SODEC) de 2008 à 2014, date à laquelle elle devient directrice de cabinet d'Hélène David au ministère de la Culture et des Communications, puis à l’Enseignement supérieur. En octobre 2016, Philippe Couillard annonce le retour d'Isabelle Melançon en politique active comme candidate libérale dans le fief de Verdun, que Jacques Daoust vient de quitter à la suite du scandale de sa participation dans la vente de RONA.
Le 5 décembre 2016, elle obtient 35,61 % des suffrages et est élue, devançant le Parti québécois de 1 216 voix mais obtenant un bas historique des libéraux dans cette circonscription. Lors de son élection, elle réside à L'Assomption.
Lors d'un important remaniement ministériel par le premier ministre Philippe Couillard, le 11 octobre 2017, elle obtient le poste de ministre du Développement durable, de l'Environnement et de la Lutte contre les changements climatiques.
Elle est réélue comme députée libérale de Verdun lors des élections générales du 1er octobre 2018, malgré une défaite historique de son parti. Elle est alors leader parlementaire adjointe de l’opposition officielle d'octobre 2018 à juin 2020, puis vice-présidente de la Commission des finances publiques de juin 2020 à août 2022.
Elle est défaite lors des élections du 3 octobre 2022 par la candidate et présidente de Québec solidaire Alejandra Zaga Mendez.
Elle est nommée présidente-directrice générale de l'Institut de développement urbain en 2023.

## Vie privée
Isabelle Melançon est mariée à Jean-François Paré et mère de deux enfants, Christophe et Elizabeth. Son fils, Christophe Paré, souffre de la maladie de Legg-Calvé-Perthes.

## Résultats électoraux
|                                                                                               | Nom                          | Parti                    | Nombre de voix | %      | Maj. |
| --------------------------------------------------------------------------------------------- | ---------------------------- | ------------------------ | -------------- | ------ | ---- |
|                                                                                               | Alejandra Zaga Mendez        | Québec solidaire         | 9 562          | 30,8 % | 461  |
|                                                                                               | Isabelle Melançon (sortante) | Libéral                  | 9 101          | 29,3 % | -    |
|                                                                                               | Véronique Tremblay           | Coalition avenir         | 7 150          | 23 %   | -    |
|                                                                                               | Claudia Valdivia             | Parti québécois          | 2 591          | 8,3 %  | -    |
|                                                                                               | Lucien Koty                  | Conservateur             | 1 664          | 5,4 %  | -    |
|                                                                                               | Jannie Pellerin              | Vert                     | 542            | 1,7 %  | -    |
|                                                                                               | Scott Kilbride               | Parti canadien du Québec | 301            | 1 %    | -    |
|                                                                                               | Marc-André Milette           | Parti nul                | 65             | 0,2 %  | -    |
|                                                                                               | Alexandre Desmarais          | Climat Québec            | 61             | 0,2 %  | -    |
|                                                                                               | Fernand Deschamps            | Marxiste-léniniste       | 30             | 0,1 %  | -    |
|                                                                                               | Alain Rioux                  | Famille et communautés   | 26             | 0,1 %  | -    |
| Total                                                                                         | Total                        | Total                    | 31 093         | 100 %  |      |
| Le taux de participation lors de l'élection était de 64,5 % et 303 bulletins ont été rejetés. |                              |                          |                |        |      |

|                                                                                               | Nom                          | Parti              | Nombre de voix | %      | Maj.  |
| --------------------------------------------------------------------------------------------- | ---------------------------- | ------------------ | -------------- | ------ | ----- |
|                                                                                               | Isabelle Melançon (sortante) | Libéral            | 11 054         | 35,5 % | 3 597 |
|                                                                                               | Vanessa Roy                  | Québec solidaire   | 7 457          | 24 %   | -     |
|                                                                                               | Nicole Leduc                 | Coalition avenir   | 6 343          | 20,4 % | -     |
|                                                                                               | Constantin Fortier           | Parti québécois    | 3 929          | 12,6 % | -     |
|                                                                                               | Alex Tyrrell                 | Vert               | 1 157          | 3,7 %  | -     |
|                                                                                               | Raphaël Fortin               | NPD Québec         | 717            | 2,3 %  | -     |
|                                                                                               | Yedidya-Eitan Moryoussef     | Conservateur       | 217            | 0,7 %  | -     |
|                                                                                               | Marc-André Milette           | Parti nul          | 151            | 0,5 %  | -     |
|                                                                                               | Hugo Richard                 | Bloc pot           | 76             | 0,2 %  | -     |
|                                                                                               | Eileen Studd                 | Marxiste-léniniste | 29             | 0,1 %  | -     |
| Total                                                                                         | Total                        | Total              | 31 130         | 100 %  |       |
| Le taux de participation lors de l'élection était de 63,2 % et 354 bulletins ont été rejetés. |                              |                    |                |        |       |

|                                                                                               | Nom                 | Parti              | Nombre de voix | %      | Maj.  |
| --------------------------------------------------------------------------------------------- | ------------------- | ------------------ | -------------- | ------ | ----- |
|                                                                                               | Isabelle Melançon   | Libéral            | 5 116          | 35,6 % | 1 216 |
|                                                                                               | Richard Langlais    | Parti québécois    | 3 900          | 27,1 % | -     |
|                                                                                               | Véronique Martineau | Québec solidaire   | 2 669          | 18,6 % | -     |
|                                                                                               | Ginette Marotte     | Coalition avenir   | 1 829          | 12,7 % | -     |
|                                                                                               | David Cox           | Vert               | 615            | 4,3 %  | -     |
|                                                                                               | Frédéric Dénommé    | Option nationale   | 115            | 0,8 %  | -     |
|                                                                                               | David Girard        | Conservateur       | 94             | 0,7 %  | -     |
|                                                                                               | Sébastien Poirier   | Équipe autonomiste | 27             | 0,2 %  | -     |
| Total                                                                                         | Total               | Total              | 14 365         | 100 %  |       |
| Le taux de participation lors de l'élection était de 29,1 % et 138 bulletins ont été rejetés. |                     |                    |                |        |       |

|                                                                                               | Nom                | Parti               | Nombre de voix | %      | Maj.  |
| --------------------------------------------------------------------------------------------- | ------------------ | ------------------- | -------------- | ------ | ----- |
|                                                                                               | François Corriveau | Action démocratique | 10 129         | 47,8 % | 4 156 |
|                                                                                               | Isabelle Melançon  | Libéral             | 5 973          | 28,2 % | -     |
|                                                                                               | Louise Levasseur   | Parti québécois     | 5 070          | 23,9 % | -     |
| Total                                                                                         | Total              | Total               | 21 172         | 100 %  |       |
| Le taux de participation lors de l'élection était de 60,4 % et 199 bulletins ont été rejetés. |                    |                     |                |        |       |